# Dhow

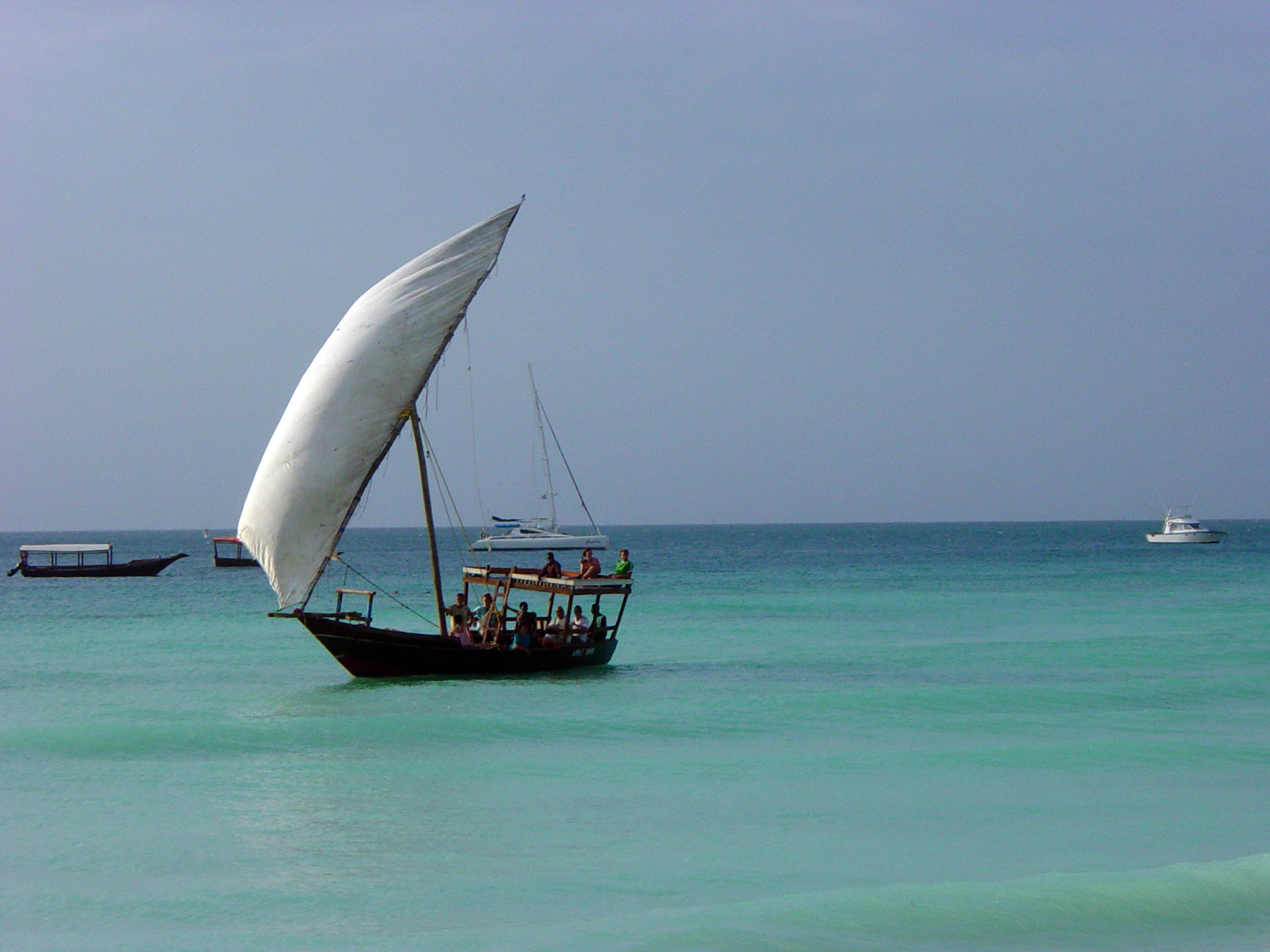
Um dhow.

Dau (em árabe: داو dāw) é o nome genérico dado aos tradicionais veleiros utilizados na região do Mar Vermelho e do Oceano Índico que possuem um ou mais mastros com velas latinas. Os historiadores estão divididos a respeito de o dhow ter sido inventado pelos árabes ou pelos indianos. Normalmente, possuem longos cascos finos e são utilizados principalmente para transportar itens pesados, como frutas, água doce ou mercadorias, ao longo da costa da Arábia Oriental, do leste da África, Iêmen e algumas partes da Ásia Meridional (Paquistão, Índia e Bangladesh). Os dhows maiores têm tripulações de aproximadamente trinta pessoas, e os menores geralmente de doze pessoas.